# Sportskytte

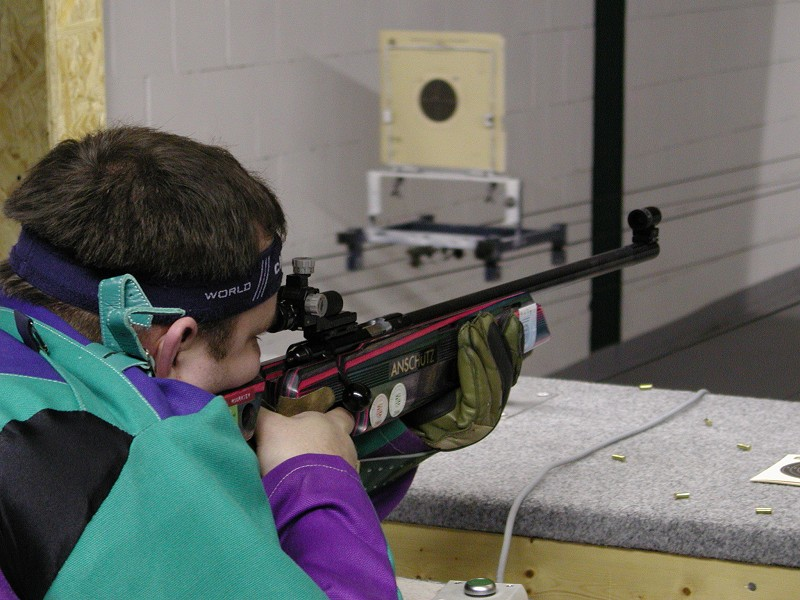
Gevärsskytte 50 meter.

Sportskytte är en tävlingssport som testar de tävlandes färdigheter i träffsäkerhet under tidspress. Deltagarna har olika typer av skjutvapen till sitt förfogande. De olika subgrupperna inom sportskytte kategoriseras beroende på typen av skjutvapen eller måltavla. Det finns fyra skyttegrenar: pistol, gevär, viltmål och lerduveskytte.

## Världsidrott
Skyttesporten är en av världens största idrotter sett till antalet utövare och utövas över hela världen. 150 länder är organiserade i International Shooting Sport Federation (ISSF). Med sina cirka 50 miljoner utövare är skyttet världens största individuella sport, endast lagidrotterna volleyboll, basket och fotboll är större. I Sverige gick startskottet för den Svenska Skytterörelsen redan 1860 och idag har den största organisationen Svenska Skyttesportförbundet cirka 100 000[källa behövs] medlemmar. Skytte är sett till antalet utövare (cirka 180 000[källa behövs]) Sveriges sjunde största idrott.[källa behövs]
Skytte fanns på programmet redan vid de första moderna Olympiska Spelen i Aten 1896. Vissa tävlingsgrenar är i stort sett oförändrade sedan den tiden, medan andra modifierats eller försvunnit helt. Ursprungligen användes militära vapen men trenden under årens lopp har gått mot kortare skjutavstånd och finare kaliber, vilket lett till att luftgevär och luftpistol på 10 meter idag är de i särklass största grenarna, vid sidan av lerduveskyttet. Sverige har en lång tradition inom skyttet med mängder av OS-, VM- och EM-medaljer.

### Sverige
I Sverige finns 11 olika skytteförbund; Svenska Dynamiska Sportskytteförbundet, IPSC,, Svenska Skyttesportförbundet, Svenska pistolskytteförbundet, Svenska Jägareförbundet, Svenska Mångkampsförbundet, Svenska Skidskytteförbundet, Jägarnas riksförbund/Landsbygdens jägare, Svenska Bänkskytteförbundet, Sveriges Metallsilhuettförbund, Svenska Svartkruts Skytte Federationen och Svenska Westernskytteförbundet.
Inom Svenska Skyttesportförbundet bedrivs gevärsskytte, pistol-, viltmåls- samt lerduveskytte. Inom Svenska Pistolskytteförbundet bedrivs pistolskytte inom de nationella skyttegrenarna: fältskytte, precision, Magnumfältskytte och PPC1500 varav fältskytte idag (2006) är den största grenen. Landet är indelat i distrikt eller kretsar som i stort sett följer den gamla länsindelningen. Inom varje krets finns sedan ett antal lokala skytteklubbar. IPSC-skytte bedrivs i tre huvudgrenar, pistol, gevär och hagelgevär, alla med olika divisioner att tävla i beroende på vilken vapentyp de tävlande använder. De olika jägarförbunden sysslar med sportskytte kopplat till jakt, exempelvis olika sorters viltmålsskytte.
Westernskytte är besläktat med IPSC men deltagarna använder tidstypisk klädsel samt använder enbart vapen som normalt användes i mitten eller i slutet av 1800-talet.
Håkan Dahlby, Jonas Edman, Ragnar Skanåker, Jonas Jacobsson och Pia Hansen är några av skyttesportens kända profiler som tagit OS-medaljer till Sverige. Skytte är en sport där de fysiska och mentala förutsättningarna är lika för de flesta även om människor med fysiska hinder oftast tävlar i egna klasser.

## Korthållsskytte
Korthållsskytte är en form av skytte som utövas med gevär med kalibern .22 Long Rifle på 50 meters avstånd till en stillastående tavla. Grenen benämns även som gevär 50 meter som är den mer internationella benämningen. Det som skiljer de två är skjutprogrammen, inom det nationella skyttet, korthållsskytte, skjuts färre skott under kortare tid medan tävlingsprogrammet för det internationella skyttet, gevär 50 meter, följer det internationella skytteförbundets regler med långa program under långa skjuttider. Det finns också vissa smärre skillnader mellan det nationella skyttet och det internationella (sportskyttet) när det gäller tekniska krav på gevär och kläder.

## Lerduveskytte
Lerduveskytte finns i formerna Skeet, Trap, Dubbeltrap och Sporting, där man i Skeet har två kastare, ett torn och en låda vid varsin ända av banan. Man går runt banan i en halvcirkel på sju stationer med en åttonde i mitten. I Trap står man bakom och över kastaren, kastaren ställer in sig slumpmässigt i sida och höjd inför varje duva. I Trap finns fem stationer att skjuta från under seriens gång. Sporting är oftast höga duvor där det inte finns några faktiska riktlinjer på var eller hur duvan kommer utan det är ganska slumpmässigt beroende på arrangören. Varje serie på lerduveskytte ligger på 25 skott och duvor. Endast Skeet, Dubbeltrap och Trap är OS-grenar

## Fältskytte

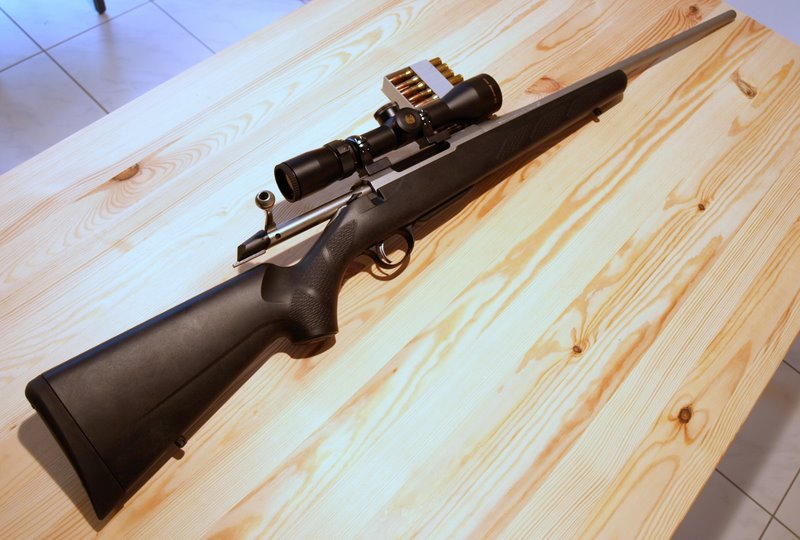
Tikka T3

Fältskytte är en skytteform som utövas mot figurmål som ställs ut på 5-8 stationer i naturen. Avstånden till målen är för skytten okända och varierar beroende på kaliber, i korthåll fält (där 22 long rifle används) är avstånden mellan 30 och 120 meter, medan det i gevär fält (skjuts med 6,5x55 mm) brukar variera mellan 150 och 600. Normalt skjuts 6 skott per station. Utmaningen för skyttarna är att både avstånd och vind måste bedömas korrekt för att träffa målet.
Traditionellt har fältskytte utövats med Mausergevär utrustade med diopter, i dessa klasser har tillåtna gevär varit baserade på de ursprungligt militära m/96-gevären samt deras utvecklade versioner; CG63, CG80 samt FSR89. Från 1990-talet godkänns även det skandinaviska enhetstävlingsgeväret Sauer 200 STR. Skjutställningarna är varierande och skytten får använda särskild skyttejacka och remstöd.
Fältskytte Kikarklass bedrivs sedan ett antal år, vilket tillåter användandet av jaktgevär och kikarsikten. Skytteformen följer i övrigt samma former som övriga klasser men har egna regler gällande utrustningen.
- Geväret måste vara av manuell repetertyp (ej halvautomat).
- Kalibern är valfri, men måste säkerhetsmässigt vara i nivå med 6,5x55 och ej överstiga 7,62 mm i kaliber
- Pipan ska vara mellan 500mm och 750mm lång
- Geväret får väga max 9kg med alla tillbehör, och avtryckarvikten måste vara minst 1kg
- Bönsäck och bipod är tillåtet att använda
- Ljuddämpare får användas, men inte mynningsbroms(undantaget försvarsanställda med PSG90)

Övriga regler för att delta är att skytten är medlem i en SvSF-förening, har gevärsskyttekortet samt en tävlingslicens. Vanlig utrustning är Tikka T3 Sporter och Sauer 200 STR, båda i kaliber 6,5x55. Kikarsikte med åtminstone 10 gångers förstoring rekommenderas, samt försett med streckplatta för avståndsbedömning. Många använder kikarsikte med 15-25 gånger förstoring och streckplattan i första fokalplan (medförstorande). För avståndsbedömningen rekommenderas normalt att man använder ett kikarsikte som är graderat i milliradianer(mil), och justeras med mil/10, även kallat "klick". Ett "klick" eller mil/10 är 1 cm på 100 m eller 5 cm på 500 m. Kikarsikten som använder MOA (minutvinklar) är mindre intuitivt i Europa eftersom 1 MOA motsvarar grovt 1 tum på 90 yards.
Kaliber 6,5x55 används nästan uteslutande trots att flertalet andra kalibrar är tillåtna. I denna kaliber finns kulor med hög ballistisk koefficient som har en hög utgångshastighet, dessutom är ammunitionen billig och har låg rekyl. En flack kulbana ger skytten en stor fördel eftersom felbedömningar i avstånd inte påverkar träffläget lika mycket som med en mer krökt kulbana.
För att försöka öka svårighetsgraden tillämpas ibland klassindelningar inom kikarfältskyttet, bland annat genom att indela de tävlande i en nybörjargrupp och en avancerad grupp (GFKiN och GFKiA). Detta gör att man kan lägga till mindre mål, svårare skjutställningar och större avstånd för de skickligaste skyttarna samtidigt som man kan ha en utvecklande och givande tävling för de som är nya inom sporten.
Fältskytte bedrivs även med korthållsgevär, där de kortare avstånden (upp till drygt 100 meter) i kombination med de ballistiska egenskaperna hos kaliber .22 ammunition avser att efterlika förhållandena under klassiskt fältskytte.

## Viltmål och Running Target
Viltmål har rörliga mål på olika långa målbanor och med olika långa visningstider. Målet rör sig både i vänster- och högerlopp. I grenarna Running Target 10 m och Viltmål 50 m förekommer såväl långsamma som snabba lopp. Visningstiden för de långsamma loppen är 5 sekunder och för de snabba 2,5 sekunder. I tävlingen regelbundna lopp skjuts 30 långsamma och 30 snabba lopp. I tävlingen blandade lopp skjuts 40 skott som består av lika antal långsamma och snabba lopp och skytten vet inte med vilken hastighet målet kommer. Damerna skjuter 40 skott i den regelbundna tävlingen.

## Dynamiskt sportskytte
Dynamiskt skytte går ut på att skjuta på flera tavlor, på olika avstånd på tid där den som träffar samtliga tavlor på kortast tid vinner. Skyttet kräver precis som inom exempelvis skidskytte att skytten förflyttar sig. Dynamiskt skytte utövas med gevär, hagelgevär eller med pistol/revolver. Sverige har nått stora internationella framgångar inom grenen. Dynamiskt sportskytte utövas inom Svenska Dynamiska Sportskytteförbundet, som har cirka 8000 medlemmar.